# Біскупець
Біску́пець (пол. Biskupiec, нім. Bischofsburg) — місто в північно-східній Польщі.
Належить до Ольштинського повіту Вармінсько-Мазурського воєводства.

## Відомі уродженці
- Ганс Отто Вельке (1911 — 1943) — Олімпійський чемпіон 1936 року зі штовхання ядра.

## Демографія
Демографічна структура станом на 31 березня 2011 року:
|          | Загалом | Допрацездатний вік | Працездатний вік | Постпрацездатний вік |
| -------- | ------- | ------------------ | ---------------- | -------------------- |
| Чоловіки | 5026    | 901                | 3649             | 476                  |
| Жінки    | 5631    | 879                | 3512             | 1240                 |
| Разом    | 10657   | 1780               | 7161             | 1716                 |